# جارد شومان
جارد "جاد" ثروت يحيى شومان (مواليد 19 مارس 1993) هو لاعب كرة قدم سابق، شغل مركز المدافع أو لاعب وسط. وُلد في إنجلترا وينحدر من أصول لبنانية، ومثّل منتخب لبنان على المستوى الدولي.

## المسيرة مع الأندية

### الصفاء
لعب شومان في الدوري اللبناني الممتاز مع نادي الصفاء بين عامي 2013 و2015. شارك لأول مرة مع الفريق في كأس الاتحاد الآسيوي 2013، حيث خاض ثلاث مباريات كبديل في مرحلة المجموعات.
في موسم 2013–14، ظهر في ثماني مباريات في الدوري، كما شارك كأساسي في مباراة واحدة ضمن كأس الاتحاد الآسيوي 2014، وسجّل هدفًا في شباك نادي رافشان كولوب الطاجيكي يوم 23 أبريل 2014، في مباراة انتهت بفوز الصفاء 8–0.
في موسم 2014–15، خاض عشر مباريات في الدوري. وساهم في تتويج الصفاء بـكأس السوبر اللبناني عام 2013، كما حقق المركز الثاني في كأس النخبة اللبناني 2014.

## إنجلترا
بين عامي 2015 و2018، لعب شومان في صفوف نادي هورنتشر  ضمن دوري إسثميان (قسم الشمال). شارك خلال موسم 2017–2018 في 23 مباراة، قبل أن يبتعد عن الملاعب لمدة عام بسبب الإصابة.
في 16 يوليو 2019، انضم إلى نادي باركينغ إف سي الذي ينافس في قسم الوسط الجنوبي من دوري إيستميان، وشارك معه في أربع مباريات ضمن مختلف المسابقات خلال موسم 2019–2020.

## المسيرة الدولية
لعب شومان مع منتخب لبنان تحت 20 سنة في ألعاب الفرنكوفونية 2013. في عام 2015، شارك مع منتخب تحت 23 سنة في تصفيات بطولة آسيا تحت 23 سنة 2016.
مثل شومان المنتخب الوطني الأول في ثلاث مباريات ودية عام 2014، أمام منتخبات قطر، السعودية، والإمارات العربية المتحدة.

## الألقاب
صفاء
- كأس السوبر اللبناني: 2013
- وصيف كأس النخبة اللبناني: 2014

هورنشرتش
- دوري إيستميان القسم الشمالي: 2017–18.